# 恐竜の島
『恐竜の島』（きょうりゅうのしま、原題：The Land That Time Forgot）は、1975年公開のイギリス映画。日本公開は1976年3月20日。続編は『続・恐竜の島』（1977年）。

## 概要
エドガー・ライス・バローズのSF小説『時に忘れられた世界』（「太古世界シリーズ」三部作の第1作）を、ホラー映画を数多く手がけるイギリスのアミカス・プロダクションズが映画化した。原作で孤島（キャスパック）が有している「特異な進化体系」については簡略化されているものの、時代設定を初めとしてかなり原作に忠実な筋立てとなっている。ケラトサウルスやトリケラトプスなど、実在した恐竜が再現され、登場した。
特撮は、特殊効果を『サンダーバード』などを手がけたデレク・メディングスが担当。恐竜のシーンは、後に『恐竜時代』にも参加するロジャー・ディッケン。プロセス撮影をチャールズ・スタッフェル（スクリーン・プロセス・システムの開発で、1969年のアカデミー科学技術賞を受賞した）が担当した。
本作がヒットしたため、同じ製作ジョン・ダーク、監督ケヴィン・コナー、主演ダグ・マクルーアの組み合わせで、『地底王国』、『続・恐竜の島』（以上の原作はバローズ）、『アトランティス7つの海底都市』が作られた。
2020年7月31日、日本語吹替版を収録した本作品のDVDソフトが『恐竜の島 (日本語吹替収録版) [DVD]』(販売元：ラン・コーポレーション)の商品名で発売された。有限会社フォワードの代表がラジオ関西の番組『谷五郎の笑って暮らそう』に出演し、同商品の宣伝を行った。しかし、本作品の日本国内における正規ライセンスを取得していた株式会社ニューラインの代表が同商品について権利元に問い合わせを行い、正式な許諾を得ていない商品であることが判明した。権利元のスタジオカナルも協力して販売差し止めに動いたが、2024年現在でも一部のオンラインショッピングサイトでは流通してる状況が続いている。
その後、株式会社ハピネットによる「吹替シネマ2021」のラインナップの1作品として本作のHDリマスター版Blu-rayソフトが2021年7月2日に発売された。

## ストーリー
第一次世界大戦中、大西洋を航行していた連合軍輸送船が、ドイツ軍のUボートに撃沈された。洋上に逃れたアメリカ人船長ボウエン・タイラーやイギリス人生物学者のリサ・クレイトンらは、浮上したUボートを乗っ取ることに成功。しかし、Uボートは流氷の中をさまよった末、太古の恐竜が棲息する孤島に漂着してしまった。タイラーとUボート艦長フォン・ショーンフォルツは協力して島からの脱出を図る。

## キャスト
| 役名                     | 俳優                     | 日本語吹替                                              |
| 役名                     | 俳優                     | TBS版                                                   |
| ------------------------ | ------------------------ | ------------------------------------------------------- |
| ボウエン・タイラー       | ダグ・マクルーア         | 森川公也                                                |
| フォン・ショーンフォルツ | ジョン・マケナリー       | 納谷六朗                                                |
| リサ・クレイトン         | スーザン・ペンハリゴン   | 松金よね子                                              |
| ブラッドリー             | キース・バロン           | 宮田光                                                  |
| ディエツ                 | アンソニー・エインリー   | 中田浩二                                                |
| ボルグ                   | ゴッドフリー・ジェームズ | 緒方賢一                                                |
| オルソン                 | デクラン・マルホランド   | 飯塚昭三                                                |
| ホワイトリー             | コリン・ファレル         | 藤城裕士                                                |
| ベンソン                 | ベン・ハワード           | 塚田正昭                                                |
| Plesser                  | ロイ・ホルダー           |                                                         |
| シンクレア               | アンドリュー・マッカロク | 西村知道                                                |
| Jones                    | ロン・ペンバー           |                                                         |
| シュワルツ               | ブライアン・ホール       | 池田勝                                                  |
| Hindie                   | ピーター・スプロウル     |                                                         |
| First Sto-Lu             | スティーヴ・ジェームズ   |                                                         |
| 日本語スタッフ           |                          |                                                         |
| 演出                     | 演出                     | 河村常平                                                |
| 翻訳                     | 翻訳                     | 安西香織                                                |
| 効果                     | 効果                     | PAG                                                     |
| 制作                     | 制作                     | 東北新社                                                |
| 初回放送                 | 初回放送                 | 1979年10月3日 『水曜ナイターレインコート』 正味72分49秒 |

- 2021年7月2日発売の『吹替シネマ2021 HDリマスター版BD』に収録。